# Jerusalemskirken (Kopenhagen)

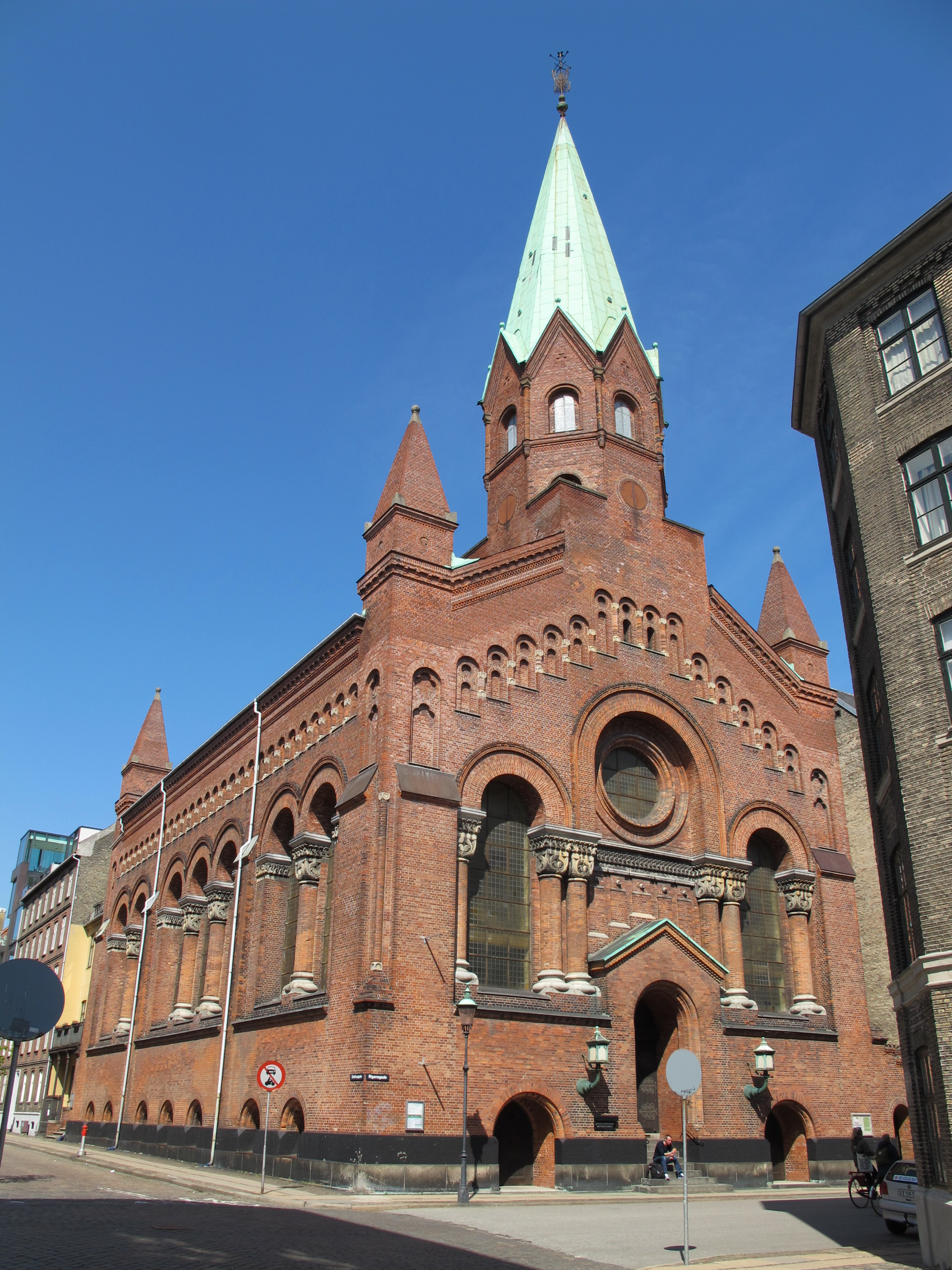
Die Jerusalemskirke in Kopenhagen

Jerusalemskirken (dt. Die Jerusalemskirche) ist die Hauptkirche der methodistischen Gemeinde in Dänemark. Sie befindet sich in der Rigensgade 19 in der Innenstadt von Kopenhagen und besitzt die größte original erhaltene romantische Orgel Dänemarks.

## Baugeschichte
Die Kirche wurde 1864–1865 von Ferdinand Vilhelm Jensen in einer Mischung aus neoromanischem und neobyzantinischem Stil errichtet und hieß zunächst Markuskirche. Die Kirche ist aus roten Backsteinen auf einem Granitsockel erbaut; die Grundfläche beträgt 32 × 19 m. Am 20. Januar 1914 brannte die Kirche ab und wurde vom Architekten Jens Christian Kofoed mit höherem Turm wieder aufgebaut. Seitdem trägt sie den heutigen Namen Jerusalemskirken. Das Mauerwerk des nun 50 m hohen Turms läuft in acht kleinen Giebeln aus; der Turmhelm schließt mit einer Turmspitze ab, welche die Symbole Stern, Kreuz und Lilie zeigt.

## Gemeindegeschichte

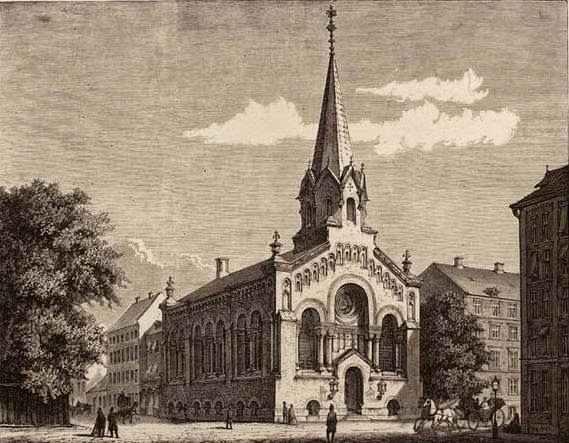
Architektenzeichnung der späteren Jerusalemskirke 1864

Die dänische methodistische Gemeinde wurde am 11. Januar 1859 von nur elf Mitgliedern gegründet. Zunächst wurden Räumlichkeiten in der Store Kongensgade in Kopenhagen angemietet. 1866 wurde dann die später so genannte Jerusalemskirke eingeweiht. Die Überzeugung des ersten Pfarrers Christian Willerup war, dass die methodistische Gemeinde über 1000 Kirchgänger gewinnen könnte, wenn nur erst einmal ein bemerkenswertes Kirchengebäude vorhanden sei. Tatsächlich wuchs die Jerusalemskirchen-Gemeinde bis in die ersten Jahrzehnte des 20. Jahrhunderts stark an. Von Kopenhagen aus breitete sich der Methodismus auch weiter in Dänemark aus.
1909 begann die Gemeinde mit Sozialarbeit, bei der u. a. Obdachlosenunterkünfte, Kinderspeisungen und kostenlose Rechtshilfe zur Verfügung gestellt wurden. Für das Arbeiterviertel in der Adelgade wurde eine sogenannte „Slum-Mission“ eingerichtet. Der Kirchenbrand von 1914 konnte das Wachstum der Gemeinde nicht aufhalten. Zu einem Rückschlag kam es erst in den 1920er Jahren, als der damalige Bischof der Kirche und Leiter der Zentralmission, Anton Bast, wegen Veruntreuung kirchlicher Gelder angeklagt, verurteilt und außerdem abgesetzt wurde. Die negativen Schlagzeilen führten dazu, dass die Gemeinde damals viele Mitglieder verlor.
Allmählich kam das kirchliche Leben mit der Jugend- und Sozialarbeit wieder in Gang. Während des Zweiten Weltkrieges verhalfen Gemeindemitglieder dänischen Juden zur Flucht nach Schweden; dazu wurden auch Juden auf dem Dachboden der Kirche versteckt. Von Anfang an spielte die Kirchenmusik eine bedeutende Rolle für die Jerusalemskirchen-Gemeinde. Heute werden ein traditioneller Kirchenchor sowie drei Gospelchöre unterhalten, und die Kirche trägt das Kopenhagener Gospel-Festival (Copenhagen Gospel Festival) aus. Das heutige Motto der Jerusalemskirche lautet: „Eine wachsende Oase in Kopenhagen sein“. Mit der Dänischen Volkskirche (Folkekirken) besteht eine Absprache zur gegenseitigen Anerkennung und Kirchengemeinschaft.

## Ausstattung
Der beim Wiederaufbau von 1914 etwas geräumiger gestaltete Kirchenraum wird von einer allseitig umlaufenden Beton-Empore beherrscht. Die Chorapsis trägt die Majuskelinschrift „Gottes Gnadengeschenk ist ein ewiges Leben“ (Guds naadegave er et evigt liv, nach Röm 6,23 ). Der Altartisch besteht aus einer Holzplatte auf einem weißen Sockel, der mit zwei vergoldeten Blumenornamenten verziert ist. Der Orgelspieltisch befindet sich auf der Empore über dem Altar, so dass der Organist der Gemeinde ins Gesicht blickt. Das zweigeteilte Orgelgehäuse an den Emporenrändern links und rechts ist ebenfalls der Gemeinde zugekehrt und ermöglicht eine Art Stereo-Effekt. Der einzige alte Einrichtungsgegenstand, der den Brand von 1914 überstanden hat, ist die Tauffünte; der dunkle Metallguss zeigt auf einem Sockel einen geflügelten Putto, der eine Wasserschale hält.

## Orgel
In der Kirche befindet sich die größte original erhaltene romantische Orgel Dänemarks mit 35 Registern (sowie einer Pedaltransmission) auf vier Manualen und Pedal. Das Instrument wurde 1916 von Christian Winther und Theodor Frobenius, dem Gründer der Orgelbauwerkstatt Frobenius, erbaut. Zugleich handelt es sich um die erste in Dänemark erbaute Orgel mit elektropneumatischer Traktur. Diese damals neue Technik ermöglichte es, Pfeifen in nahezu beliebiger Entfernung vom Spieltisch zu platzieren. Die Orgel der Jerusalemskirche bekam daher ein Echowerk (Eco), dessen Pfeifen auf der dem Spieltisch gegenüberliegenden Seite der Kirche in einer Kirchturm-Kammer untergebracht sind.
Die Orgel wurde 1982–1994 von Gunnar Fabricius Husted umfassend restauriert. Am 26. Juni 1994 wurde sie in einem Konzert mit Werken von Vierne (6. Orgelsymphonie) und Liszt (Ad nos, ad salutarem undam) eingeweiht. 2011 erhielt die Kirchengemeinde eine Erbschaft von 750.000 dänischen Kronen (ca. 100.000 EUR) für den Erhalt der Orgel. Da zu diesem Zeitpunkt der alte elektrische Spieltisch immer unzuverlässiger wurde (Ausfall des Generalcrescendos, des automatischen Pedals u. a.), entschied man sich, bei der Orgelbauwerkstatt Frobenius einen Neubau des Spieltisches zu beauftragen, der am 11. November 2013 geliefert und am 7. Februar 2014 mit einem Festkonzert eingeweiht wurde. Der neue Spieltisch hat vier Manuale, während der vorherige nur drei hatte, da das Echowerk vom III. Manual aus angespielt werden musste. Die Disposition der Orgel lautet:
| Manuale I C–c4 |                        |     |
| 1.             | Bordone                | 16′ |
| 2.             | Principale             | 8′  |
| 3.             | Voce dolce             | 8′  |
| 4.             | Gamba                  | 8′  |
| 5.             | Ottava                 | 4′  |
| 6.             | Flauto cuspido         | 4′  |
| 7.             | Ottava                 | 2′  |
| 8.             | Ripieno de cinque IV-V |     |

| Manuale II C–c4 |                    |     |
| 9.              | Bordone d’amore    | 16′ |
| 10.             | Principale violino | 8′  |
| 11.             | Gamba              | 8′  |
| 12.             | Voce celeste       | 8′  |
| 13.             | Flauto armonioso   | 8′  |
| 14.             | Flauto traverso    | 4′  |
| 15.             | Flautino           | 2′  |
| 16.             | Tromba             | 8′  |
| 17.             | Oboë               | 8′  |

| Manuale III C–c4 |                 |    |
| 18.              | Bordone d’amore | 8′ |
| 19.              | Quintatenente   | 8′ |
| 20.              | Flauto amabile  | 8′ |
| 21.              | Salicionale     | 8′ |
| 22.              | Flauto dolce    | 4′ |
| 23.              | Clarinetto      | 8′ |

| Manuale IV (Eco) C–c4 |                  |    |
| 24.                   | Bordone d’eco    | 8′ |
| 25.                   | Viola di Gamba   | 8′ |
| 26.                   | Eolina           | 8′ |
| 27.                   | Voce celeste     | 8′ |
| 28.                   | Flauto cuspido   | 4′ |
| 29.                   | Voce umana       | 8′ |
| 30.                   | Tromba armonioso | 8′ |
|                       | Tremolo          |    |

| Pedale C–f1 |                 |               |
| 31.         | Subbasso        | 16′           |
|             | Bordone d’amore | 16′ (= Nr. 9) |
| 32.         | Violone         | 16′           |
| 33.         | Bordone         | 8′            |
| 34.         | Violoncello     | 8′            |
| 35.         | Trombone        | 16′           |
|             | Carillon        |               |

- Koppeln: II/I, III/I, IV/I, super I/I, super II/I, super III/I, sub II/I, sub III/I, sub IV/I, III/II, IV/II, super II/II, super III/II, sub III/II, sub IV/II, IV/III, super III/III, sub IV/III, I/P, II/P, III/P, IV/P, super II/P. Mit Hinsicht auf die Superoktavkoppeln sind alle Register in II (außer Flautino 2′) und III bis c5 ausgebaut.
- Spielhilfen: Schwelltritt für Manual II, III und IV; Generalcrescendo I (fest eingestellt), Generalcrescendo II (frei einstellbar); Melodiekoppeln; automatisches Pedal; (seit 2014:) 8000-fache Setzeranlage
- Traktur: elektropneumatische Kegelladen